# Destitution de Park Geun-hye
Le 9 décembre 2016, Park Geun-hye, la présidente de la Corée du Sud, a été suspendue de ses fonctions à la suite d'un scandale politique impliquant des interventions auprès de la présidence de sa collaboratrice, Choi Soon-sil. 234 députés de l'Assemblée nationale, le Parlement monocaméral de Corée du Sud, qui en compte 300, ont voté en faveur d'une motion de destitution à l'encontre de Park Geun-hye. Ce vote entraine la suspension temporaire de cette dernière. Ce résultat dépassait le seuil des deux tiers des membres composant l'Assemblée nationale requis par la Constitution. Bien que le vote ait eu lieu à bulletin secret, les résultats indiquent que plus de la moitié des 128 députés du parti de Park, Saenuri, avaient soutenu sa destitution. Ainsi, Hwang Kyo-ahn, alors Premier ministre de Corée du Sud, est devenu président par intérim pendant que la Cour constitutionnelle de Corée devait déterminer si elle confirmait la destitution. La Cour a avalisé la destitution par une décision unanime des 8 juges en fonction le 10 mars 2017, démettant Park de ses fonctions. L'élection présidentielle normalement prévue a été avancée au 9 mai 2017 et Moon Jae-in, ancien chef du Parti démocrate, a été élu en tant que successeur de plein droit de Park.
Park a été officiellement condamnée à 24 ans de prison le 6 avril 2018 après avoir été reconnue coupable d’abus de pouvoir et de coercition. Cette peine a ensuite été portée à 25 ans et à une amende de 20 milliards de wons sud-coréen (1,327 millions d'euros) à la suite d'un appel interjeté par les procureurs,. Le président Moon a par la suite gracié Park Geun-hye pour des raisons humanitaires en décembre 2021. Elle a finalement été libérée et est rentrée chez elle en mars 2022.

## Contexte

### Constitution et loi sur la Cour constitutionnelle de la Corée du Sud

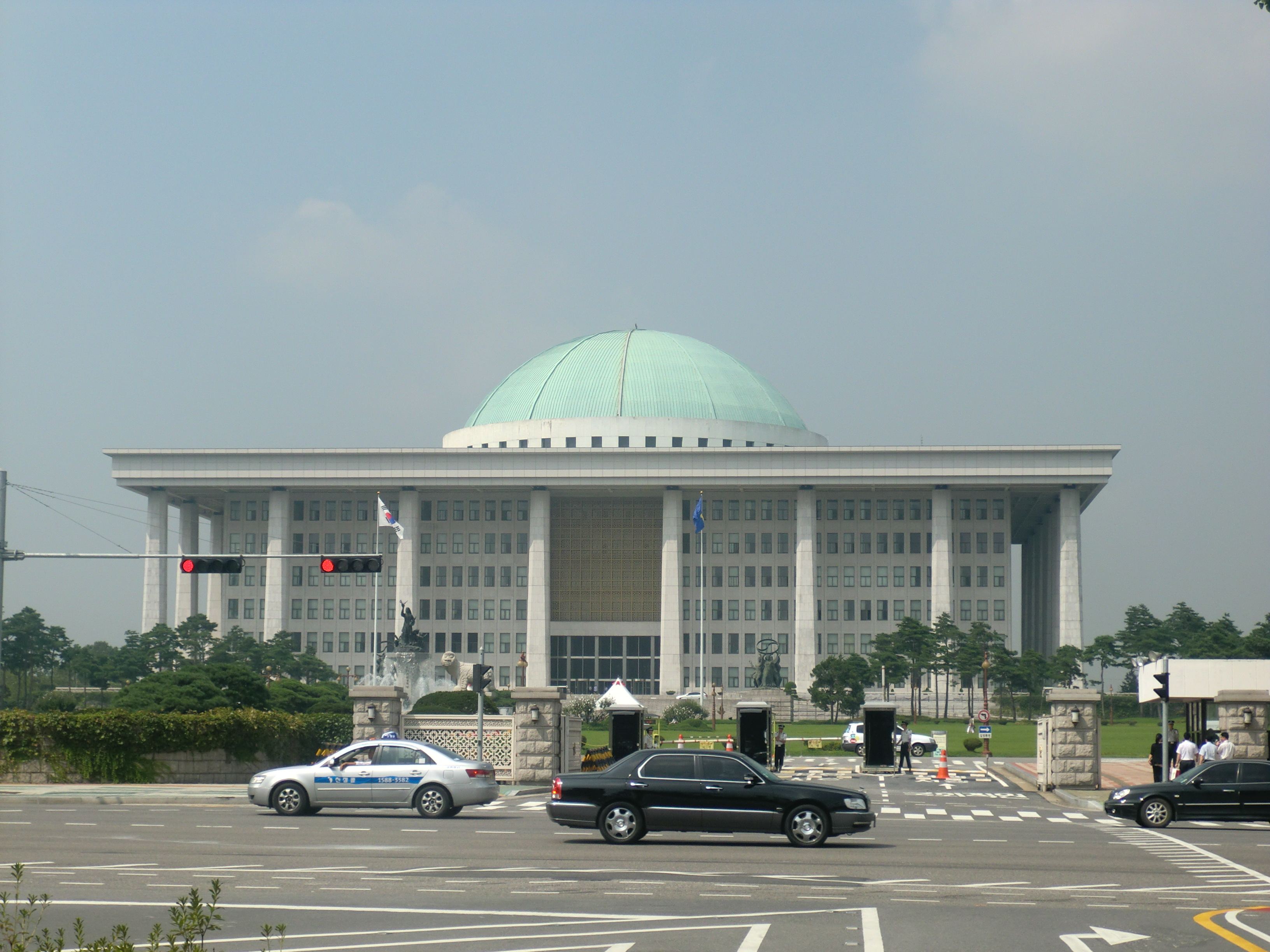
Le bâtiment de l'Assemblée nationale, où la motion de destitution a été discutée puis adoptée.

La procédure de destitution est définie dans la 10e Constitution de la Corée du Sud de 1987. Conformément à au paragraphe 1er de l'article 65 si le Président de la Corée, le Premier ministre ou d’autres membres du conseil d’État, les juges de la Cour constitutionnelle et les autres juges, les membres de la Commission électorale nationale, le président et les membres du Comité d'audit et d'inspection, et d'autres personnes désignés par la loi, violent la Constitution ou d’autres lois relatives dans l'exercice de leurs fonctions officielles, l’Assemblée nationale peut voter une motion de destitution.
Le paragraphe 2 dispose que cette motion doit être proposée par un tiers des membres composant l'Assemblée (soit 100 députés sur 300) et adoptée à la majorité absolue des membres composant l'Assemblée (150 députés sur 300). Dans le cas d'une motion visant le président, elle doit être proposée par une majorité absolue des députés composant l'Assemblée nationale et adoptée à la majorité qualifiée des deux tiers, soit 200 voix sur 300.
L'article 65 dispose également que toute personne contre laquelle une motion de destitution a été adoptée est suspendue de ses fonctions jusqu'à qu'il ait été statué sur sa destitution. Une décision de destitution ne pourra pas aller au-delà de la révocation. Toutefois, la destitution n’exempte pas la personne mise en accusation de sa responsabilité civile ou pénale pour de telles violations.
Après l'adoption de la motion, la décision finale de démettre ou non la personne mise en accusation de ses fonctions revient à la Cour constitutionnelle de Corée. En vertu de la loi sur la Cour constitutionnelle de 1988, la juridiction doit rendre une décision finale dans les 180 jours suivant la réception de toute affaire à trancher, y compris les affaires de destitution. La Cour prononce un non lieu si le terme des fonctions officielles du défendeur intervient avant le prononcé de la décision.
Le dernier président à avoir fait l’objet d’une procédure de destitution fut Roh Moo-hyun, qui fut suspendu de ses fonctions pendant deux mois après un vote de l'Assemblée nationale en 2004. Dans cette affaire, la Cour constitutionnelle a acquitté Roh et l'a rétablit dans ses fonctions, avec le soutien général de l'opinion publique sud-coréenne.

### Scandale lié à Choi Soon-sil

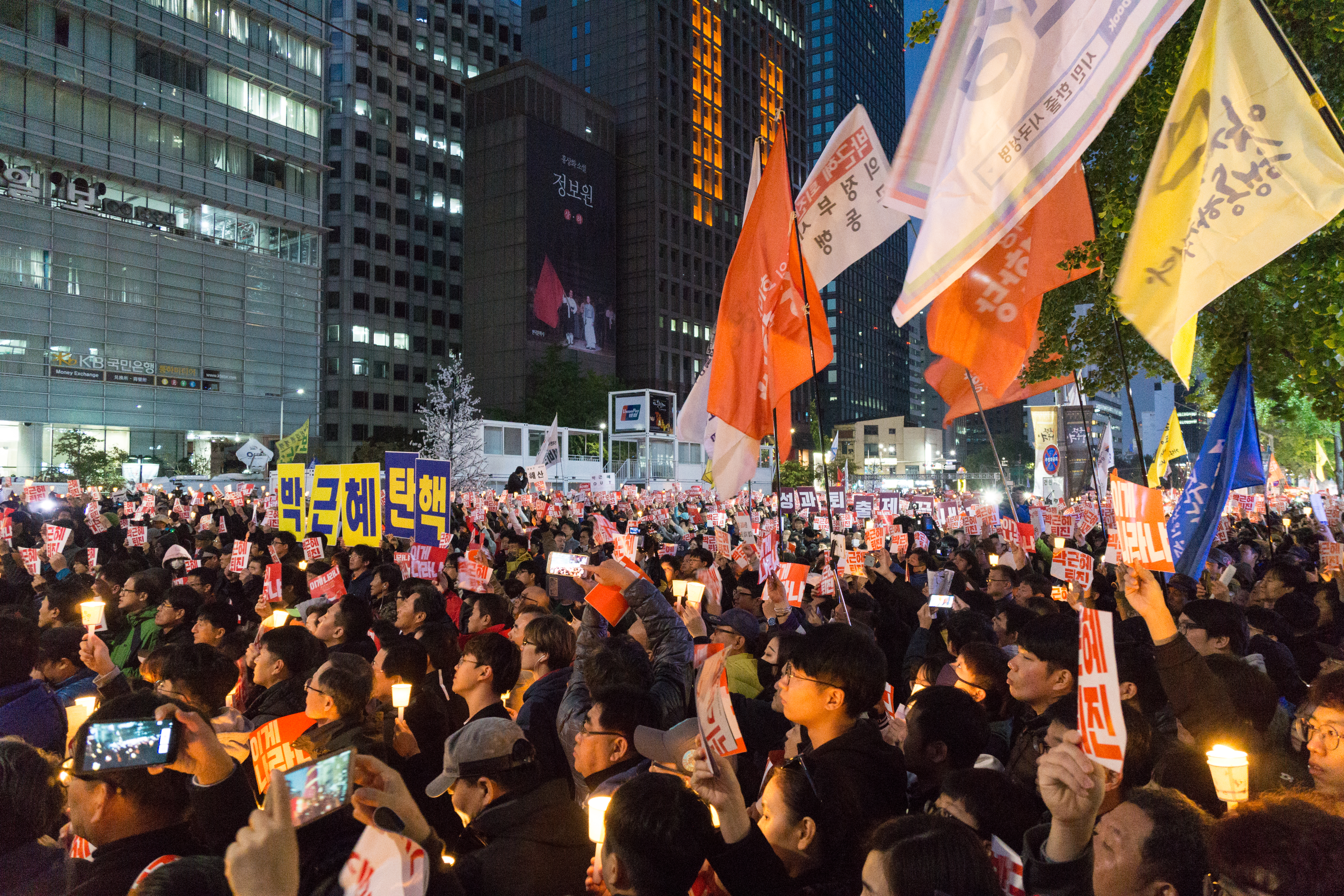
Manifestation contre Park Geun-hye à Séoul, le 29 octobre 2016

Fin octobre 2016, émergent des révélations selon lesquelles l'assistante de la présidente Park Geun-hye, Choi Soon-sil, qui n'avait pas de poste officiel au sein du gouvernement, aurait utilisé sa position pour solliciter des dons d'argent de plusieurs conglomérats d'entreprises (connus en Corée du Sud sous le nom de chaebol), dont Samsung, Hyundai, SK Group et Lotte, à deux fondations qu'elle contrôlait,. Ces informations ont été révélées pour la première fois lorsque le créateur de vêtements officieux pour Park, Ko Young-tae, a transmis aux médias des preuves sur la nature de la relation entre Park et Choi, suggérant que Choi avait accès à la vie personnelle et professionnelle de Park, et que Choi aurait directement influencé et interféré avec les politiques du gouvernement de Park et aurait mis en forme les discours présidentiels de Park. Les enquêtes des médias ont également révélé que Choi et les haut-responsables de l'administration présidentielle dont Ahn Jong-bum et Jeong Ho-sung, qui auraient utilisé leur influence pour extorquer 77,4 milliards de ₩ (environ 51,372 millions €) aux chaebols coréens et pour créer deux fondations liées à la culture et au sport, les fondations Mir et K-sports,,.
Le 25 octobre 2016, Park a présenté ses excuses à la nation lors d'un discours télévisé depuis la Maison Bleue pour avoir donné à Choi accès aux projets de discours au cours des premiers mois de sa présidence. Les manifestations ont commencé le 26 octobre pour exiger la démission de la présidente Park. Trois jours plus tard, elle a renvoyée ses principaux collaborateurs, dont son chef de cabinet Kim Ki-choon et deux autres membres de son cabinet, et a tenté de remplacer le Premier ministre Hwang Kyo-ahn par Kim Byong-joon, un ancien assistant de l'ancien président Roh Moo-hyun, mais sa proposition a été rejetée par l'Assemblée nationale.
Le 31 octobre, Choi Soon-sil a été arrêtée par les procureurs, qui avaient conclu qu'il y avait suffisamment de preuves pour une inculpation. Elle a été officiellement accusée d’abus de pouvoir et de fraude le 20 novembre.
Park a présenté une deuxième fois ses excuses le 4 novembre, s'engageant à assumer ses responsabilités si elle était reconnue coupable, et une troisième fois le 29 novembre, appelant l'Assemblée nationale à décider des modalités de son départ. Cependant cette proposition a été rejetée par le Parlement, contrôlé par l'opposition. Les manifestations ont débuté à travers la Corée du Sud le 26 octobre, la cote de popularité de Park tombant à 4% et selon un sondage d'opinion, au 9 décembre, 78% des Sud-coréens soutenaient sa destitution. Le 30 novembre, la présidente Park a nommé Park Young-soo, ancien chef du Bureau du procureur général de Séoul, procureur spécial pour enquêter sur ces allégations.
La fille de Choi, Chung Yoo-ra, était également recherchée par les procureurs comme témoin clé. N'étant pas revenu en Corée pour l’enquête, un mandat d’arrêt international a été émis par Interpol contre elle. Elle a été arrêtée au Danemark le 1er janvier 2017 et extradée vers la Corée en mai. Fin 2016 et début 2017, la police fédérale allemande a commencé à enquêter sur Choi et Chung pour blanchiment d'argent.
La réponse au naufrage du ferry Sewol survenu le 16 avril 2014 a également contribué à la baisse de la cote de popularité de Park.

## Évolution des événements politiques
Le 3 décembre 2016, à 4h10 du matin, Woo Sang-ho du Parti démocrate, Park Jie-won du Parti du peuple et Roh Hoe-chan du Parti de la justice ont présenté au Parlement la « proposition de destitution de la présidente (Park Geun-hye) » au nom de 171 membres de leurs partis respectifs et d'autres députés indépendants, au motif que Geun-hye avait violé la Constitution et la loi. Le parti Saenuri, duquel Park est issu, avait initialement préféré que Park démissionne volontairement fin avril, mais avec la montée du mécontentement populaire, le parti au pouvoir s'est trouvé divisé sur la question de savoir si la Présidente devait démissionner volontairement ou être destituée. Le 4 décembre, les membres des factions « non traditionnelles » du parti Saenuri ont déclaré qu'ils voteraient en faveur de la motion destitution de Park.
L'Assemblée nationale, composée de 300 membres, devait se prononcer sur la motion de destitution le 9 décembre, à la fin de la session législative. La destitution du président nécessitant une supermajorité des deux tiers, au moins 200 députés devaient voter pour l'adoption de la motion, auquel cas Park serait  immédiatement suspendue de ses fonctions. L'opposition et les indépendants disposaient de 172 voix, ce qui signifie qu'au moins 28 des 128 députés du parti au pouvoir Saenuri devaient soutenir la motion de destitution pour qu'elle soit adoptée.

## Procédure devant le Parlement

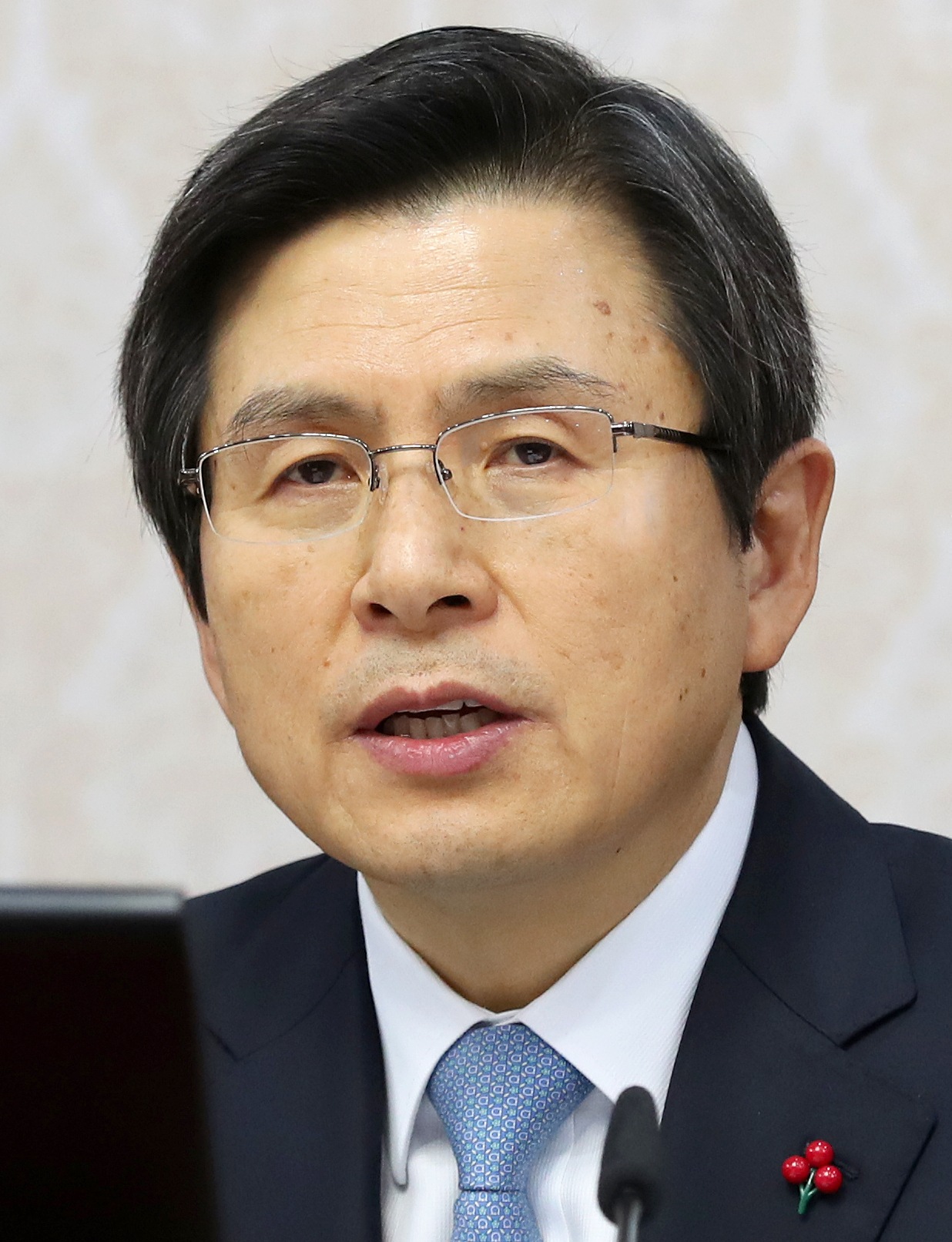
Le Premier ministre et président par intérim Hwang Kyo-ahn lors de sa première réunion du Cabinet juste après l'adoption de la motion de destitution à l'Assemblée nationale

Le 8 décembre, l’Assemblée nationale sud-coréenne a annoncé que le vote sur la motion de destitution aurait lieu le 9 décembre, à 15 heures, heure locale. Les élus d’opposition se sont engagés à démissionner si la motion de destitution n’était pas adoptée. Le 9 décembre, l’Assemblée a approuvé la motion de destitution par 234 voix pour et 56 contre lors d’un vote à bulletin secret. Le président de l'Assemblée nationale (qui n'est affilié à aucun parti) n'a pas pris part au vote. Deux autres députés se sont abstenus et sept bulletins ont été déclarés nuls.
| Assemblée nationale de Corée du Sud Motion de destitution de la présidente (Park Geun-hye) | Assemblée nationale de Corée du Sud Motion de destitution de la présidente (Park Geun-hye) |
| Majorité requise : deux tiers des membres composant l'Assemblée (200/300)                  | Majorité requise : deux tiers des membres composant l'Assemblée (200/300)                  |
| Vote                                                                                       | Votes                                                                                      |
| ------------------------------------------------------------------------------------------ | ------------------------------------------------------------------------------------------ |
| ' Pour                                                                                     | 234 / 300                                                                                  |
| Contre                                                                                     | 56 / 300                                                                                   |
| Abstention                                                                                 | 2 / 300                                                                                    |
| Votes invalides                                                                            | 7 / 300                                                                                    |
|                                                                                            |                                                                                            |
| N'a pas pris par au vote                                                                   | 1 / 300                                                                                    |

À la suite de l'adoption de la motion, la présidente Park a été suspendue de ses fonctions pendant une période pouvant aller jusqu'à 180 jours, tandis que la Cour constitutionnelle de Corée devait statuer sur la destitution. Six des neuf juges de cette Cour devait se prononcer en faveur la destitution pour que celle-ci prenne effet.
La présidente Park a tenu une dernière réunion du cabinet au cours de laquelle elle a pris acte de la motion de destitution et s'est excusée d'avoir provoqué de l'incertitude, avant que le Premier ministre Hwang Kyo-ahn n'assume les pouvoirs présidentiels à 19h30, heure de Séoul, à titre intérimaire.

### Réactions
Les manifestants se sont rassemblés devant le Bâtiment de l'Assemblée nationale où s'est déroulée le vote. Une quarantaine de membres des familles des victimes du naufrage du MV Sewol ont assisté au vote secret des législateurs. Les citoyens qui se sont massivement mobilisés contre Park se sont réjouis de la nouvelle, tandis que les partisans de Park ont qualifié la procédure de destitution parlementaire de « chasse aux sorcières » dépourvue de preuves concrètes des méfaits de Park,.
Le 1er janvier 2017, Park est apparue en public pour la première fois depuis la destitution devant un groupe restreint de journalistes à la Maison Bleue, déclarant qu'elle réfutait toutes les allégations d'actes répréhensibles,.

## Procédure devant la Cour constitutionnelle

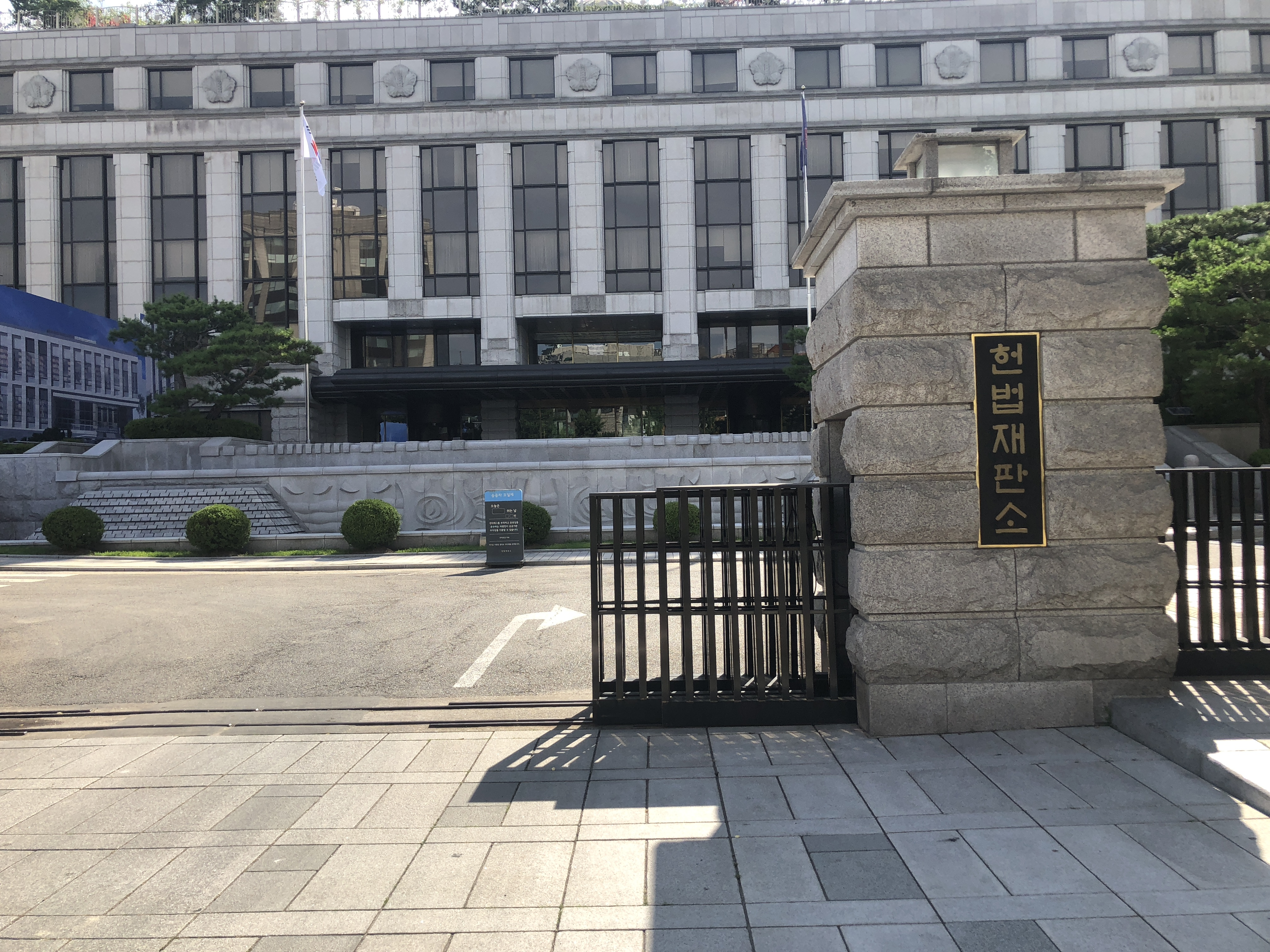
Bâtiment de la Cour constitutionnelle, où les juges ont pris la décision de destitution

La Cour constitutionnelle sud-coréenne avait jusqu’à 180 jours (jusqu’au début de juin 2017) pour se prononcer sur la question. Des audiences publiques ont été organisées pour entendre les deux parties sur la question de savoir si l'Assemblée nationale avait respecté la procédure et si la destitution était justifiée.
La Cour constitutionnelle est généralement considérée comme conservatrice, car ses neuf juges ont été nommés sous les administrations conservatrices de Lee Myung-bak et de Park Geun-hye. La Cour constitutionnelle a débuté l'audience préparatoire le 22 décembre, avec les premières observations des deux parties,.
Le premier procès en destitution s'est concentré sur le sort de Park Geun-hye, sept heures après le naufrage du ferry Sewol. La réponse tardive de l'administration à la catastrophe a suscité de nombreuses critiques en Corée du Sud et a forcé Park à démentir diverses rumeurs,. Le 23 décembre, le ministère de la Justice de Corée du Sud a déclaré avoir soumis à la Cour constitutionnelle son point de vue sur le récent vote parlementaire visant à destituer la présidente Park Geun-hye, ajoutant que le processus avait satisfait à toutes les exigences légales nécessaires.
La Cour constitutionnelle a officiellement débuté les audiences principales le mardi 3 janvier 2017, et Park n'a pas été tenue de se présenter à un interrogatoire. Elle était absent lors de la première audience publique et la première séance a été close après seulement neuf minutes. Les audiences ont été reportées au 5 janvier 2017. Le procès a entendu les arguments et les preuves jusqu'au 27 février.
Le 6 mars, le procureur spécial Park Young-soo a annoncé les résultats de son enquête sur les allégations de Choi et Park, trouvant des preuves de collusion entre Park et Choi pour solliciter des pots-de-vin du groupe Samsung et mettant sur une liste noire plus de 9 000 artistes, auteurs et professionnels de l'industrie cinématographique, ainsi constituant un abus de pouvoir. Cela a ouvert la possibilité d'une inculpation de Park si la Cour constitutionnelle confirmait la motion de destitution de l'Assemblée nationale.

### Verdict

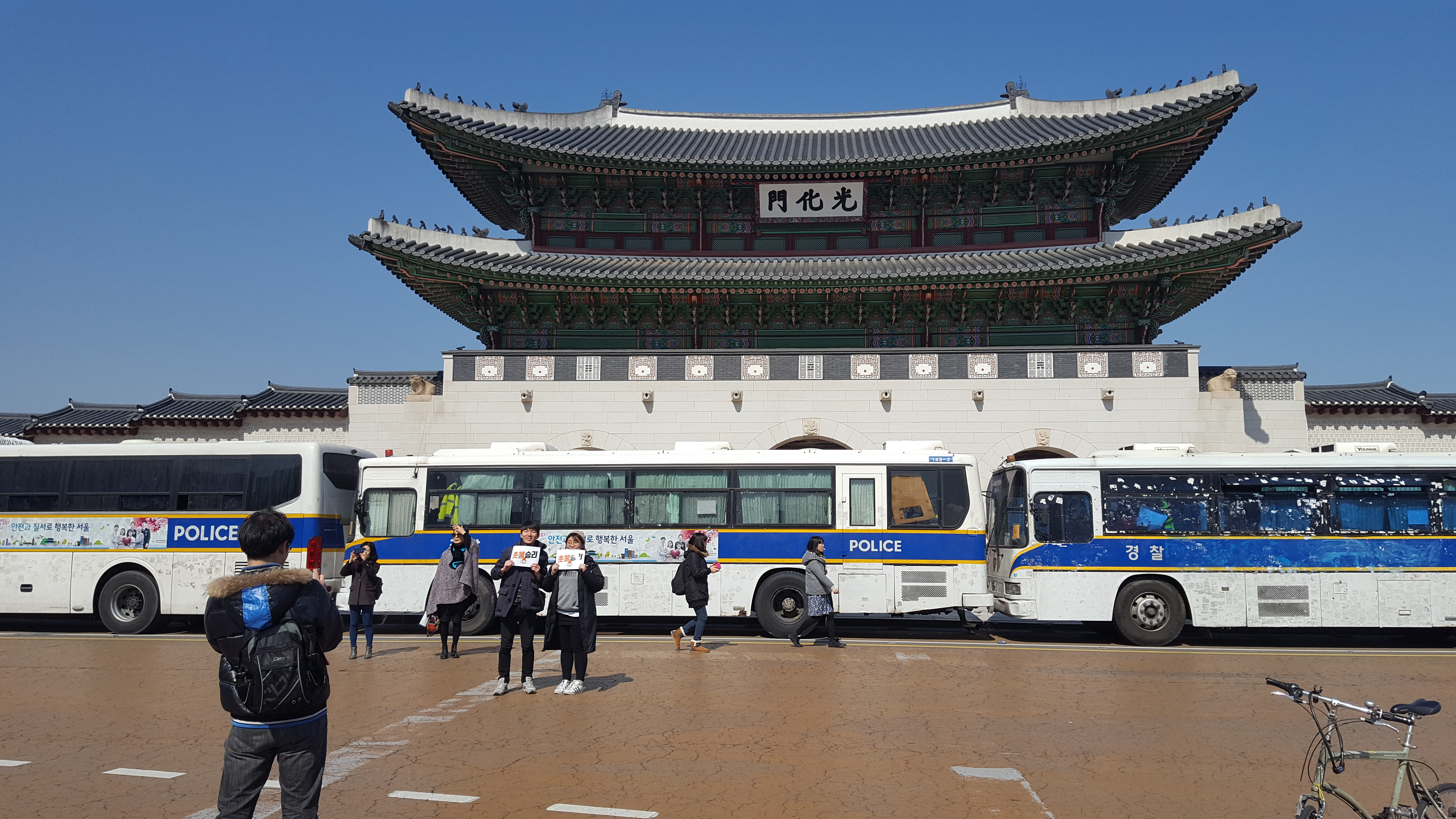
Les gens tiennent une pancarte avec le message « La victoire aux chandelles » à Gwanghwamun immédiatement après le verdict

Le 10 mars 2017, à 11 heures (heure de Corée), la Cour constitutionnelle a confirmé la destitution dans une décision unanime de 8 voix contre aucune (un siège de juge étant vacant) lue par le juge en chef par intérim Lee Jung Mi, mettant officiellement fin à la présidence de Park Geun-hye,. C'était la première fois qu'un président en exercice était démis de ses fonctions depuis la création de la sixième République de Corée du Sud après la démocratisation du pays en 1987. Les partisans et les opposants de Park s'étaient rassemblés devant le bâtiment de la Cour constitutionnelle pour entendre le verdict. Trois personnes sont décédées et des dizaines d'autres ont été blessées à la suite des affrontements qui ont suivi entre ses partisans et la police,.

## Conséquences
À la suite de sa destitution, Park a été privée de ses avantages tels que sa pension de retraite, ses services médicaux gratuits, le financement public de son bureau après sa retraite, ses assistants personnels et son chauffeur, ainsi que le droit d'être enterrée au cimetière national de Séoul après son décès. Elle a toutefois le droit de conserver un service de sécurité en vertu de la loi sur la sécurité présidentielle.
Park a quitté la Maison Bleue le soir du 11 mars et a été accueillie chez elle par ses partisans. Elle a été arrêtée et placée en détention après avoir été inculpée par les procureurs pour corruption, abus de pouvoir, coercition et divulgation de secrets gouvernementaux le 31 mars.
Après la destitution de Park, le Premier ministre Hwang demeure président par intérim jusqu'à l'organisation d'une élection présidentielle anticipée. Une élection présidentielle était déjà prévue pour décembre 2017. Toutefois, cette date a donc été avancée au 9 mai 2017, car la Constitution exige une nouvelle élection présidentielle dans les 60 jours suivant une vacance permanente de la présidence, telle que la destitution confirmée par la Cour constitutionnelle. À l'issue de cette élection, Moon Jae-in a été élu 12e président de la Corée du Sud.

### Plans pour une éventuelle réponse militaire aux manifestations
En juillet 2018, il est apparu que le commandement de la sécurité de la défense avait prévu de déclarer la loi martiale et d'autoriser le recours à la force militaire pour réprimer les manifestants, si la Cour constitutionnelle ne confirmait pas la destitution de Park. Ce commandement avait prévu de mobiliser 200 chars d'assaut, 550 véhicules blindés, 4 800 personnels armés et 1 400 membres des forces spéciales à Séoul afin de faire respecter la loi martiale. D’autres éléments du plan comprenaient la surveillance et la censure du contenu des médias et l’arrestation des politiciens participant aux manifestations.

### Condamnation pénale
Le 6 avril 2018, Park a été condamnée à 24 ans de prison, après avoir été reconnu coupable d’abus de pouvoir et de coercition. Cette peine a ensuite été portée à 25 ans et à une amende de 20 milliards de wons sud-coréens (1,327 millions d'euros) à la suite d'un appel interjeté par les procureurs,.
Le 20 juillet, elle est condamnée à une peine supplémentaire de huit ans de prison, ce qui fait une peine totale de 32 ans.
Le président Moon a par la suite gracié Park Geun-hye pour des raisons humanitaires en décembre 2021. Elle a finalement été libérée et est rentrée chez elle en mars 2022.

## Voir également
- Manipulation du cours de l'action BBK
- Destitution de Yoon Suk Yeol